# (24096) 1999 VQ2
1999 في كيو 2 (ويعرف أيضًا باسم (24096) 1999 في كيو 2 وفق تسمية الكوكب الصغير) (بالإنجليزية: 1999 VQ2)‏ هو كويكب ضمن حزام الكويكبات؛ وترتيبه 24096 من حيث الاكتشاف.
اكتُشف هذا الجُرم الفلكي بواسطة دنيس ك. تشيسني في 5 نوفمبر 1999.

## وصلات خارجية
- (24096) 1999 VQ2 في قاعدة بيانات مختبر الدفع النفاث لأجرام النظام الشمسي الصغيرة

- الاكتشاف · مخطط المدار ·  العناصر المدارية · المعلمات المادية

- (24096) 1999 VQ2 على موقع ويكي سكاي: DSS2, SDSS, GALEX, IRAS, Hydrogen α, X-Ray, Astrophoto, Sky Map, Articles and images